# سبدنشین رودخانه تانا
سبدنشین رودخانه تانا (نام علمی: Cisticola restrictus) نام یک گونه از سرده سبدنشین است.